# Do You Believe? Tour
Do You Believe? Tour – czwarta solowa trasa koncertowa amerykańskiej piosenkarki Cher, trwająca na przełomie lat 1999 oraz 2000 i promująca jej dwudziesty drugi album Believe.

## Historia
Trasa koncertowa rozpoczęła się 16 czerwca 1999 i początkowo miała zakończyć się 15 grudnia, jednakże ze względu na swój komercyjny sukces, została przedłużona do 3 marca 2000. Występ z dnia 28 sierpnia 1999 w Las Vegas został zarejestrowany przez telewizję HBO, a następnie wydany w grudniu tego samego roku na nośniku DVD pt. „Cher - Live in Concert". Materiał wideo został nominowany do nagrody Emmy w kategorii „Outstanding Individual Performance in a Variety or Music Program".

## Przebieg koncertu
Akt pierwszy koncertu rozpoczyna się od wyniesienia Cher, ubranej w sztruksową spódnicę oraz czerwoną perukę, na specjalnej windzie na szczyt sceny, po czym schodzi po schodach śpiewając utwór „I Still Haven't Found What I Am Looking For". Po wykonaniu tej piosenki dołączają do niej tancerze i śpiewa „All or Nothing". Po zakończeniu wygłasza 10 minutowy monolog skierowany do publiczności i wykonuje singiel „The Power".
Kolejny etap koncertu rozpoczyna się pojawieniem się Cher w stroju pirata i śpiewającej utwór „We All Sleep Alone". Później artystka zrzuca z siebie piracki kostium i ukazuje się w efektownym czarnym stroju, gdzie na szczycie sceny zaczyna śpiewać „I Found Someone".
W trzeciej części koncertu Cher pojawia się w kremowej sukni, mając na głowie długiego włosa czarną perukę, i śpiewa nostalgiczny utwór „The Way of Love". Następnie będąc w tym samym stroju, wykonuje składankę utworów: „Half-Breed", „Gypsys, Tramps & Thieves”  oraz „Dark Lady”. Po powrocie za kurtynę pojawia się intro teledysku singla „Take Me Home", by po chwili Cher mogła powrócić w błyszczącej sukience i zaśpiewać ten utwór.
Na początku aktu czwartego pojawia się film przedstawiający role filmowe Cher. Po zakończeniu jego wyświetlania artystka powraca na scenę i śpiewa kolejno utwory: „After All", „Walking in Memphis", „Just Like Jesse James" oraz „The Shoop Shoop Song (It’s in His Kiss)”. Akt ten kończy się wykonaniem latynoskiego utworu „Dov'è l'amore".
W ostatniej części koncertu Cher pojawia się w czarnych spodniach i koronkowej bluzce i wykonuje kolejno utwory: „Strong enough" oraz „If I Could Turn Back Time". Koncert kończy się wykonaniem utworu „Believe" w biało-srebrnym stroju oraz pstrokatej peruce, przypominającej sople lodu.

## Lista utworów
Źródło:
1. „I Still Haven’t Found What I’m Looking For"
2. „All or Nothing"
3. „The Power"
4. „We All Sleep Alone"
5. „I Found Someone"
6. „The Way of Love"
7. „Half-Breed"
8. „Gypsys, Tramps & Thieves"
9. „Dark Lady"
10. „Take Me Home"
11. „After All"
12. „Walking in Memphis"
13. „Just Like Jesse James"
14. „The Shoop Shoop Song (It’s in His Kiss)"
15. „Dov'è l'amore"
16. „Strong Enough"
17. „If I Could Turn Back Time"

Bis:

## Lista koncertów
| Data                 | Miasto          | Kraj              | Miejsce                                   | Frekwencja          | Przychód ($) |
| -------------------- | --------------- | ----------------- | ----------------------------------------- | ------------------- | ------------ |
| Ameryka Północna     |                 |                   |                                           |                     |              |
| 16 czerwca 1999      | Phoenix         | Stany Zjednoczone | America West Arena                        | 12 822 / 12 822     | 779 965      |
| 18 czerwca 1999      | The Woodlands   | Stany Zjednoczone | Cynthia Woods Mitchell Pavilion           | 12 876 / 12 876     | 603 983      |
| 19 czerwca 1999      | San Antonio     | Stany Zjednoczone | Alamodome                                 | 15 102 / 16 969     | 803 885      |
| 20 czerwca 1999      | Dallas          | Stany Zjednoczone | Coca-Cola Starplex Amphitheatre           | 14 646 /15 532      | 654 750      |
| 23 czerwca 1999      | Nowy Orlean     | Stany Zjednoczone | Louisiana Superdome                       | 12 754 / 16 000     | 712 529      |
| 25 czerwca 1999      | Tampa           | Stany Zjednoczone | Ice Palace                                | 15 515 / 15 515     | 1 019 950    |
| 26 czerwca 1999      | Sunrise         | Stany Zjednoczone | National Car Rental Center                | 15 133 / 15 133     | 935 597      |
| 29 czerwca 1999      | Nashville       | Stany Zjednoczone | Nashville Arena                           | 11 047 / 13 271     | 486 906      |
| 30 czerwca 1999      | Atlanta         | Stany Zjednoczone | Coca-Cola Lakewood Amphitheatre           | 14 495 / 15 051     | 672 010      |
| 2 lipca 1999         | Cleveland       | Stany Zjednoczone | Gund Arena                                | 12 773 / 20 750     | 717 550      |
| 3 lipca 1999         | Burgettstown    | Stany Zjednoczone | Coca-Cola Star Lake Amphitheater          | 13 882 / 23 212     | 507 779      |
| 5 lipca 1999         | Wantagh         | Stany Zjednoczone | Jones Beach Amphitheater                  | 28 166 / 28 166     | 1 528 420    |
| 6 lipca 1999         | Wantagh         | Stany Zjednoczone | Jones Beach Amphitheater                  | 28 166 / 28 166     | 1 528 420    |
| 8 lipca 1999         | Wallingford     | Stany Zjednoczone | Oakdale Theatre                           | 4 627 / 4 821       | 381 770      |
| 10 lipca 1999        | Filadelfia      | Stany Zjednoczone | First Union Center                        | 14 136 / 14 136     | 909 564      |
| 11 lipca 1999        | Bristow         | Stany Zjednoczone | Nissan Pavilion at Stone Ridge            | 10 827 / 22 549     | 580 722      |
| 13 lipca 1999        | Nowy Jork       | Stany Zjednoczone | Madison Square Garden                     | 15 439 / 15 439     | 1 070 828    |
| 14 lipca 1999        | Holmdel         | Stany Zjednoczone | PNC Bank Arts Center                      | 16 955 / 17 076     | 872 117      |
| 16 lipca 1999        | Albany          | Stany Zjednoczone | Pepsi Arena                               | 11 449 / 17 000     | 599 850      |
| 17 lipca 1999        | Mansfield       | Stany Zjednoczone | Tweeter Center for the Performing Arts    | 14 450 / 19 800     | 635 048      |
| 19 lipca 1999        | Toronto         | Kanada            | Air Canada Centre                         | 13 867 / 13 867     | 644 169      |
| 21 lipca 1999        | Montreal        | Kanada            | Centre Molson                             | 9 029 / 11 915      | 431 342      |
| 2 sierpnia 1999      | Milwaukee       | Stany Zjednoczone | Bradley Center                            | 12 243 / 20 000     | 746 257      |
| 4 sierpnia 1999      | Minneapolis     | Stany Zjednoczone | Target Center                             | 13 138 / 13 138     | 721 656      |
| 5 sierpnia 1999      | Bonner Springs  | Stany Zjednoczone | Sandstone Amphitheater                    | 12 468 / 18 000     | 581 976      |
| 7 sierpnia 1999      | Denver          | Stany Zjednoczone | McNichols Sports Arena                    | 11 568 / 11 568     | 678 757      |
| 10 sierpnia 1999     | Edmonton        | Kanada            | Skyreach Centre                           | 10 416 / 10 416     | 550 513      |
| 11 sierpnia 1999     | Calgary         | Kanada            | Canadian Airlines Saddledome              | 12 422 / 12 422     | 639 749      |
| 13 sierpnia 1999     | Vancouver       | Kanada            | General Motors Place                      | 12 950 / 12 950     | 656 209      |
| 14 sierpnia 1999     | Seattle         | Stany Zjednoczone | KeyArena                                  | 11 495 / 15 600     | 696 094      |
| 17 sierpnia 1999     | Mountain View   | Stany Zjednoczone | Shoreline Amphitheatre                    | 15 022 / 22 000     | 699 665      |
| 18 sierpnia 1999     | Concord         | Stany Zjednoczone | Concord Pavilion                          | 12 500 / 12 500     | 729 754      |
| 20 sierpnia 1999     | Anaheim         | Stany Zjednoczone | Arrowhead Pond of Anaheim                 | 23 963 / 23 963     | 1 358 370    |
| 21 sierpnia 1999     | Anaheim         | Stany Zjednoczone | Arrowhead Pond of Anaheim                 | 23 963 / 23 963     | 1 358 370    |
| 24 sierpnia 1999     | San Diego       | Stany Zjednoczone | San Diego Sports Arena                    | 8 322 /9 363        | 561 593      |
| 25 sierpnia 1999     | Sacramento      | Stany Zjednoczone | ARCO Arena                                | Brak danych         | Brak danych  |
| 27 sierpnia 1999     | Las Vegas       | Stany Zjednoczone | MGM Grand Garden Arena                    | 24 462 / 24 462     | 1 954 438    |
| 28 sierpnia 1999     | Las Vegas       | Stany Zjednoczone | MGM Grand Garden Arena                    | 24 462 / 24 462     | 1 954 438    |
| 1 września 1999      | Tinley Park     | Stany Zjednoczone | New World Music Theatre                   | 13 387 / 15 000     | 672 209      |
| 2 września 1999      | St. Louis       | Stany Zjednoczone | Kiel Center                               | 12 429 / 12 429     | 639 510      |
| 4 września 1999      | Cincinnati      | Stany Zjednoczone | Firstar Center                            | 9 447 / 18 026      | 519 642      |
| 5 września 1999      | Buffalo         | Stany Zjednoczone | Marine Midland Arena                      | 11 865 / 11 865     | 588 031      |
| 7 września 1999      | University Park | Stany Zjednoczone | Bryce Jordan Center                       | 10 413 / 12 000     | 468 082      |
| 8 września 1999      | Virginia Beach  | Stany Zjednoczone | GTE Virginia Beach Amphitheater           | 11 920 / 20 000     | 534 822      |
| 10 września 1999     | Noblesville     | Stany Zjednoczone | Deer Creek Music Center                   | 17 823 / 20 118     | 687 772      |
| 11 września 1999     | Auburn Hills    | Stany Zjednoczone | The Palace of Auburn Hills                | 29 582 / 29 582     | 1 659 268    |
| 12 września 1999     | Auburn Hills    | Stany Zjednoczone | The Palace of Auburn Hills                | 29 582 / 29 582     | 1 659 268    |
| 14 września 1999     | Madison         | Stany Zjednoczone | Kohl Center                               | 10 494 / 12 845     | 564 970      |
| 15 września 1999     | Grand Rapids    | Stany Zjednoczone | Van Andel Arena                           | 12 063 / 12 864     | 664 889      |
| 1 września 1999      | Columbus        | Stany Zjednoczone | Polaris Amphitheater                      | 15 391 / 19 900     | 641 632      |
| 18 września 1999     | Rosemont        | Stany Zjednoczone | Rosemont Horizon                          | 13 159 / 13 159     | 839 225      |
| 20 września 1999     | Moline          | Stany Zjednoczone | MARK of the Quad Cities                   | 10 745 / 10 745     | 590 928      |
| 23 września 1999     | Sunrise         | Stany Zjednoczone | National Car Rental Center                | 13 338 / 16 141     | 841 294      |
| 25 września 1999     | Orlando         | Stany Zjednoczone | Orlando Arena                             | 11 542 / 17 712     | 700 947      |
| 26 września 1999     | Atlanta         | Stany Zjednoczone | Philips Arena                             | 10 982 / 15 914     | 585 996      |
| 28 września 1999     | Charlotte       | Stany Zjednoczone | Charlotte Coliseum                        | 12 785 / 12 785     | 623 603      |
| Europa               |                 |                   |                                           |                     |              |
| 15 października 1999 | Londyn          | Anglia            | Wembley Arena                             | Brak danych         | Brak danych  |
| 16 października 1999 | Londyn          | Anglia            | Wembley Arena                             | Brak danych         | Brak danych  |
| 18 października 1999 | Londyn          | Anglia            | Wembley Arena                             | Brak danych         | Brak danych  |
| 19 października 1999 | Birmingham      | Anglia            | NEC Arena                                 | Brak danych         | Brak danych  |
| 21 października 1999 | Glasgow         | Szkocja           | Scottish Exhibition and Conference Centre | Brak danych         | Brak danych  |
| 23 października 1999 | Manchester      | Anglia            | Manchester Evening News Arena             | Brak danych         | Brak danych  |
| 24 października 1999 | Manchester      | Anglia            | Manchester Evening News Arena             | Brak danych         | Brak danych  |
| 26 października 1999 | Hamburg         | Niemcy            | Alsterdorfer Sporthalle                   | Brak danych         | Brak danych  |
| 27 października 1999 | Rotterdam       | Holandia          | Sportpaleis van Ahoy                      | Brak danych         | Brak danych  |
| 28 października 1999 | Kolonia         | Niemcy            | Kölnarena                                 | Brak danych         | Brak danych  |
| 30 października 1999 | Berlin          | Niemcy            | Velodrom                                  | Brak danych         | Brak danych  |
| 1 listopada 1999     | Frankfurt       | Niemcy            | Festhalle Frankfurt                       | Brak danych         | Brak danych  |
| 3 listopada 1999     | Zurych          | Szwajcaria        | Hallenstadion                             | Brak danych         | Brak danych  |
| 4 listopada 1999     | Mediolan        | Włochy            | Fila Forum                                | Brak danych         | Brak danych  |
| 6 listopada 1999     | Stuttgart       | Niemcy            | Hanns-Martin-Schleyer-Halle               | Brak danych         | Brak danych  |
| 7 listopada 1999     | Innsbruck       | Austria           | Olympiahalle Innsbruck                    | Brak danych         | Brak danych  |
| 9 listopada 1999     | Paryż           | Francja           | Palais Omnisports de Paris-Bercy          | Brak danych         | Brak danych  |
| 10 listopada 1999    | Dortmund        | Niemcy            | Westfalenhallen                           | Brak danych         | Brak danych  |
| 12 listopada 1999    | Monachium       | Niemcy            | Olympiahalle                              | Brak danych         | Brak danych  |
| 13 listopada 1999    | Monachium       | Niemcy            | Olympiahalle                              | Brak danych         | Brak danych  |
| 14 listopada 1999    | Kilonia         | Niemcy            | Ostseehalle                               | Brak danych         | Brak danych  |
| 16 listopada 1999    | Oslo            | Norwegia          | Oslo Spektrum                             | Brak danych         | Brak danych  |
| 17 listopada 1999    | Sztokholm       | Szwecja           | Stockholm Globe Arena                     | Brak danych         | Brak danych  |
| 19 listopada 1999    | Göteborg        | Szwecja           | Scandinavium                              | Brak danych         | Brak danych  |
| 21 listopada 1999    | Helsinki        | Finlandia         | Hartwall Arena                            | Brak danych         | Brak danych  |
| 24 listopada 1999    | Kopenhaga       | Dania             | Forum Copenhagen                          | Brak danych         | Brak danych  |
| 25 listopada 1999    | Kopenhaga       | Dania             | Forum Copenhagen                          | Brak danych         | Brak danych  |
| 27 listopada 1999    | Hanower         | Niemcy            | AWD Hall                                  | Brak danych         | Brak danych  |
| 28 listopada 1999    | Frankfurt       | Niemcy            | Festhalle Frankfurt                       | Brak danych         | Brak danych  |
| 30 listopada 1999    | Wiedeń          | Austria           | Wiener Stadthalle                         | Brak danych         | Brak danych  |
| 1 grudnia 1999       | Praga           | Czechy            | Paegas Arena                              | Brak danych         | Brak danych  |
| 2 grudnia 1999       | Lipsk           | Niemcy            | Messehalle 1                              | Brak danych         | Brak danych  |
| 5 grudnia 1999       | Dublin          | Irlandia          | Point Theatre                             | Brak danych         | Brak danych  |
| 6 grudnia 1999       | Dublin          | Irlandia          | Point Theatre                             | Brak danych         | Brak danych  |
| 8 grudnia 1999       | Birmingham      | Anglia            | NEC Arena                                 | Brak danych         | Brak danych  |
| 9 grudnia 1999       | Newcastle       | Anglia            | Telewest Arena                            | Brak danych         | Brak danych  |
| 11 grudnia 1999      | Sheffield       | Anglia            | Sheffield Arena                           | Brak danych         | Brak danych  |
| 12 grudnia 1999      | Gandawa         | Belgia            | Flanders Expo                             | Brak danych         | Brak danych  |
| 13 grudnia 1999      | Lizbona         | Portugalia        | Estádio da Tapadinha                      | Brak danych         | Brak danych  |
| 14 grudnia 1999      | Madryt          | Hiszpania         | Raimundo Saporta Pavilion                 | Brak danych         | Brak danych  |
| 15 grudnia 1999      | Barcelona       | Hiszpania         | Palau Sant Jordi                          | Brak danych         | Brak danych  |
| Ameryka Północna     |                 |                   |                                           |                     |              |
| 30 grudnia 1999      | Atlantic City   | Stany Zjednoczone | Boardwalk Hall                            | Brak danych         | Brak danych  |
| 31 grudnia 1999      | Atlantic City   | Stany Zjednoczone | Boardwalk Hall                            | Brak danych         | Brak danych  |
| 28 stycznia 2000     | Salt Lake City  | Stany Zjednoczone | Delta Center                              | 12 363 / 15 000     | 518 346      |
| 29 stycznia 2000     | Las Vegas       | Stany Zjednoczone | MGM Grand Garden Arena                    | 13 572 / 13 572     | 1 108 652    |
| 1 lutego 2000        | Phoenix         | Stany Zjednoczone | America West Arena                        | 12 168 / 13 113     | 774 100      |
| 2 lutego 2000        | Los Angeles     | Stany Zjednoczone | Staples Center                            | 12 410 / 14 738     | 745 385      |
| 3 lutego 2000        | Los Angeles     | Stany Zjednoczone | Staples Center                            | Brak danych         | Brak danych  |
| 5 lutego 2000        | San Jose        | Stany Zjednoczone | San Jose Arena                            | 14 068 / 20 000     | 768 830      |
| 8 lutego 2000        | Columbus        | Stany Zjednoczone | Schottenstein Center                      | 7 876 / 15 000      | 503 059      |
| 9 lutego 2000        | Louisville      | Stany Zjednoczone | Freedom Hall                              | 12 561 / 15 510     | 754 640      |
| 11 lutego 2000       | Rosemont        | Stany Zjednoczone | Allstate Arena                            | 13 995 / 13 995     | 852 265      |
| 12 lutego 2000       | East Lansing    | Stany Zjednoczone | Breslin Student Events Center             | 10 148 / 10 148     | 587 987      |
| 14 lutego 2000       | Fairborn        | Stany Zjednoczone | Nutter Center                             | 10 340 / 12 044     | 586 221      |
| 15 lutego 2000       | Champaign       | Stany Zjednoczone | Assembly Hall                             | 7 982 / 8 800       | 435 456      |
| 17 lutego 2000       | Toronto         | Kanada            | Air Canada Centre                         | 14 127 / 14 127     | 678 661      |
| 18 lutego 2000       | Ottawa          | Kanada            | Corel Centre                              | 12 926 / 12 926     | 620 507      |
| 21 lutego 2000       | Miami           | Stany Zjednoczone | American Airlines Arena                   | 12 036 / 12 773     | 592 133      |
| 24 lutego 2000       | East Rutherford | Stany Zjednoczone | Continental Airlines Arena                | 17 199 / 17 199     | 983 424      |
| 26 lutego 2000       | Raleigh         | Stany Zjednoczone | Raleigh Entertainment and Sports Arena    | 11 086 / 11 086     | 654 915      |
| 27 lutego 2000       | Waszyngton      | Stany Zjednoczone | MCI Center                                | 12 207 / 14 385     | 648 067      |
| 29 lutego 2000       | Greenville      | Stany Zjednoczone | BI-LO Center                              | 11 782 / 11 782     | 662 795      |
| 1 marca 2000         | Roanoke         | Stany Zjednoczone | Roanoke Civic Center                      | 8 089 / 8 089       | 489 987      |
| 2 marca 2000         | Roanoke         | Stany Zjednoczone | Roanoke Civic Center                      | Brak danych         | Brak danych  |
| 3 marca 2000         | Boston          | Stany Zjednoczone | FleetCenter                               | 14 589 / 14 589     | 908 183      |
| Łącznie              | Łącznie         | Łącznie           | Łącznie                                   | 939 848 / 1 088 243 | 51 820 098   |

## Koncerty odwołane lub przeniesione
| Data          | Miasto       | Kraj              | Miejsce                    | Przyczyna                           |
| ------------- | ------------ | ----------------- | -------------------------- | ----------------------------------- |
| 23 lipca 1999 | Auburn Hills | Stany Zjednoczone | The Palace of Auburn Hills | Przeniesione na 11 września 1999    |
| 24 lipca 1999 | Moline       | Stany Zjednoczone | MARK of the Quad Cities    | Przeniesione na 20 września 1999    |
| 27 lipca 1999 | Noblesville  | Stany Zjednoczone | Deer Creek Music Center    | Przeniesione na 10 września 1999    |
| 28 lipca 1999 | Cincinnati   | Stany Zjednoczone | Firstar Center             | Przeniesione na 4 października 1999 |
| 30 lipca 1999 | Tinley Park  | Stany Zjednoczone | New World Music Theatre    | Przeniesione na 1 października 1999 |
| 31 lipca 1999 | St. Louis    | Stany Zjednoczone | Kiel Center                | Przeniesione na 2 października 1999 |
| 5 marca 2000  | Philadelphia | Stany Zjednoczone | First Union Center         | Odwołane / choroba                  |